# 기 들릴
기 들릴(Guy Delisle)은 캐나다 퀘벡 출신의 만화가이다. 다양한 국가를 돌아다니며, 그곳에서 보고 느낀 것들을 르포르타주 형식의 작품으로 선보인 것으로 유명하다. 2011년에는 예루살렘에서의 체류기를 담은 《굿모닝 예루살렘》을 발표했는데, 이 작품은 2012년 앙굴렘 국제만화 페스티벌에서 최고 작품상을 수상했다.

## 활동
1966년 캐나다 퀘벡에서 출생했다. 오크빌의 셰리든 컬리지에서 애니메이션을 전공한 이후 캐나다, 독일, 프랑스, 아시아 등 다양한 국가들을 돌아다니며 만화영화 제작에 참여했다. 이때 중국과 북한에서 체류했던 경험을 바탕으로 2001년에 《선전》, 2003년에는 《평양》을 발표한다.
또한 2005년에는 국경없는 의사회에 근무하는 아내를 따라 미얀마(버마)에서 일 년 간 생활하게 되는데, 이때의 이야기를 《굿모닝 버마》라는 타이틀로 출간했다.
2008-2009년에는 미얀마 때와 마찬가지로 아내를 따라 예루살렘에서 체류한다. 기 들릴은 그곳에서의 평범한 일상과 예루살렘과 이스라엘의 처참한 분쟁을 스케치북에 옮겼고, 2011년 11월에 《굿모닝 예루살렘》을 발표한다. 2012년 앙굴렘 국제만화 페스티벌에서 최고 작품상을 수상했다..

## 작품
- 《리플렉션》, 라소시아시옹, 1996.
- 《알린느와 사람들》, 라소시아시옹, 1999.
- 《선전》, 라소시아시옹, 2000.
- 《형사 모로니 : 첫걸음》, 다르고, 2001.
- 《알베르와 사람들》, 라소시아시옹, 2001.
- 《어떡해야 아무 것도 안하지》, 파스테크, 2002.
- 《형사 모로니 2 : 설탕이 있거나, 없거나》, 다르고, 2002.
- 《평양》, 라소시아시옹, 2003.
- 《형사 모로니 3 :스톡홈른 증후군》, 다르고, 2004.
- 《스키장의 루이》, 델쿠르, 2005.
- 《굿모닝 버마》, 소민영 역, 서해문집, 2010.
- 《해변의 루이》, 델쿠르, 2008.
- 《굿모닝 예루살렘》, 서수민 외, 도서출판 길찾기, 2012. (2012년 앙굴렘 국제만화 페스티벌, 최고 작품상 수상작)